# Kommutátor (gyűrűelmélet)
A kommutátor a matematikában, azon belül az absztrakt algebrában azt méri, hogy két gyűrűelem egymással kommutál-e, azaz a két különböző sorrendben vett szorzatuk felcserélhető-e. Két elem kommutátora akkor és csak akkor triviális, ha a két elem kommutál.

## Definíció
Legyen A és B egy olyan matematikai struktúra két eleme, melyben a szorzás és a kivonás is értelmezve van. Ekkor A és B kommutátorán a kétféle sorrendű szorzatuk különbségét értjük:
{\displaystyle [A,B]:=AB-BA\,.}
Ha valamely A és B elemekre {\displaystyle [A,B]=AB-BA=0}, akkor azt mondjuk, hogy A és B felcserélhető, vagy kommutál.
Ha valamely S struktúra minden A,B  elemére {\displaystyle [A,B]=AB-BA=0}, akkor azt mondjuk, hogy az S struktúra kommutatív. 

## Példák
1. Az egész, racionális, valós és komplex számok szorzása kommutatív, azaz tetszőleges {\displaystyle \alpha } és {\displaystyle \beta } számok esetén {\displaystyle \alpha \beta =\beta \alpha }, így a kommutátor eltűnik.
2. A funkcionálanalízisben (illetve annak kvantummechanikai alkalmazásában) nagy jelentőségű az operátorok kommutátora. Legyen H valamilyen vektortér, és A, B ennek operátorai (azaz önmagára való lineáris leképezései). Ekkor a szorzás a leképezések egymásutáni alkalmazása. A két operátor felcserélhetősége azt jelenti, hogy a H vektortér minden x elemére {\displaystyle ABx=BAx}. Az operátorok szorzása általában nem kommutatív.
3. A véges dimenziós vektorterek operátorai (bázis választásával) mátrixokkal reprezentálhatók. A mátrixok szorzása szintén nem kommutatív.
4. Legyen A egy asszociatív algebra valamely K test felett. Ekkor a fent definiált kommutátor rendelkezik a Lie-zárójel tulajdonságaival, és ezzel a zárójellel A Lie-algebra lesz.[1]